# La Salut metróállomás
La Salut egyike a Spanyolországban található barcelonai metró metróállomásainak.

## Metróvonalak
Az állomást az alábbi metróvonalak érintik:
- 10-es metróvonal

## Kapcsolódó állomások
Az állomáshoz az alábbi állomások vannak a legközelebb:
- Gorg (Gorg, 10-es metróvonal)
- Llefià (Sagrera, 10-es metróvonal)